# 古贝尔
古贝尔（法語：Gourbeyre，法語發音：[ɡuʁbɛʁ]）是法国海外省瓜德罗普的一个市镇，属于巴斯特尔区。

## 地理
古贝尔（15°59'41"N, 61°41'34"W）面积22.52 平方千米，位于法国海外省瓜德罗普。
与古贝尔接壤的市镇（或旧市镇、城区）包括：圣克洛德、巴斯特尔、卡佩斯泰尔贝洛、三河镇、维约堡。
古贝尔的时区为UTC−04:00（大西洋时区）。

## 行政
古贝尔的邮政编码为97113，INSEE市镇编码为97109。

## 政治
古贝尔所属的省级选区为三河镇县。

## 人口

1962-2008年间古贝尔人口变化图示

古贝尔于2022年1月1日时的人口数量为7378人。